# Мил Сити (Орегон)
Мил Сити (енгл. Mill City) град је у америчкој савезној држави Орегон.

## Демографија
По попису из 2010. године број становника је 1.855, што је 318 (20,7%) становника више него 2000. године.
| Група             | 2000.         | 2010.         |
| Белци             | 1.262 (82,1%) | 1.573 (84,8%) |
| Афроамериканци    | 4 (0,3%)      | 8 (0,4%)      |
| Азијати           | 13 (0,8%)     | 8 (0,4%)      |
| Хиспаноамериканци | 175 (11,4%)   | 171 (9,2%)    |
| Укупно            | 1.537         | 1.855         |